# Szlak Martyrologii (powiat wałbrzyski)
Szlak Martyrologii – szlak pieszy, górski w województwie dolnośląskim
Biegnie od Jugowic przez Walim, Kolce do Głuszycy Górnej. Został wyznakowany dla upamiętnienia pomordowanych więźniów filii obozu Gross-Rosen zatrudnionych przy budowie obiektów w ramach planu „Riese”. Trasa prowadzi w pobliżu dawnych obozów pracy, cmentarzy i zachowanych fragmentów budowli.